# Organització Panamericana de la Salut
L'Organització Panamericana de la Salut (OPS) és l'organisme especialitzat de salut del sistema interamericà, encapçalat per l'Organització dels Estats Americans (OEA), i també està afiliada a l'Organització Mundial de la Salut (OMS), des de 1949,de manera que forma part igualment del sistema de les Nacions Unides. Té la seu en el Districte de Colúmbia i està dedicada a controlar i coordinar polítiques que promoguin la salut i el benestar als països americans. La secretaria de l'OPS és l'Oficina Sanitària Panamericana, que funciona alhora com a Oficina Regional de l'OMS per les Amèriques. 9-5 INEM...
Creada el 2 de desembre de 1902 en la I Convenció Sanitària Internacional celebrada en el Districte de Colúmbia, seguint la resolució de la II Conferència Internacional Americana. L'OPS és reconeguda com a organisme especialitzat de l'OEA en 1950. Denominacions anteriors de l'OPS: Oficina Sanitària Internacional (1902-1923) i Oficina Sanitària Panamericana 1923; va canviar al seu actual nom en 1958, conservant la seva secretaria la denominació d'Oficina Sanitària Panamericana.

## La institució
El personal de la institució inclou a científics i tècnics experts que, ja sigui a la seva seu, en les seves oficines representatives en 27 països o als seus vuit centres especialitzats, treballen amb els països d'Amèrica Llatina i el Carib.
Les autoritats sanitàries dels Governs Membres de l'OPS fixen les polítiques tècniques i administratives de l'Organització per mitjà dels seus Cossos Directius. Els Governs membres de l'OPS són els 35 països d'Amèrica; mentre que Puerto Rico és un membre associat. França, el Regne dels Països Baixos i el Regne Unit de Gran Bretanya i Irlanda del Nord són Estats Participants, i Espanya i Portugal són Estats Observadors.
La missió essencial de l'Organització és cooperar tècnicament amb els Governs membres i estimular la cooperació entre ells perquè, alhora que es conserva un ambient saludable i s'avança cap al desenvolupament humà sostenible, la població de les Amèriques aconsegueixi la Salut per Tots i per Tots. L'OPS duu a terme aquesta missió en col·laboració amb els ministeris de salut, uns altres organismes governamentals i internacionals, organitzacions no governamentals, universitats, organismes de la seguretat social, grups comunitaris i molts altres.
L'OPS promou l'estratègia d'atenció primària en salut com una manera d'estendre els serveis de salut a la comunitat i augmentar l'eficiència en l'ús dels escassos recursos. Col·labora amb els països en la lluita contra malalties que han reaparegut, tals com el còlera, el dengue i la tuberculosi, i malalties noves com l'epidèmia del sida que s'està propagant. Per a això presta cooperació tècnica que inclou activitats educatives i de suport a la comunicació social, al mateix temps que promou el treball amb organitzacions no governamentals i recolza els programes de prevenció de malalties transmissibles. També participa en la prevenció de malalties cròniques com la diabetis i el càncer, que afecten cada vegada més a la població dels països en desenvolupament d'Amèrica.
En els seus esforços per millorar la salut, l'OPS orienta les seves activitats cap als grups més vulnerables, incloses les mares i els nens, els treballadors, els pobres, els ancians, i els refugiats i persones desplaçades. El seu interès es concentra en els temes relacionats amb l'equitat para els qui manquen de recursos per accedir a l'atenció de la seva salut, i en un enfocament panamericanista que fomenta el treball conjunt dels països sobre assumptes comuns.
L'OPS i els seus Governs Membres mostren el seu compromís de millorar la seguretat hematològica en Amèrica, en engegar una iniciativa per assegurar que tota la sang per a transfusions estigui exempta de malalties i augmentar el nombre de donants voluntaris de sang.
Reduir la mortalitat infantil és una alta prioritat per a Amèrica. L'OPS està mobilitzant nous recursos polítics, institucionals i financers per prevenir unes 25.000 defuncions infantils per any, mitjançant l'aplicació de l'estratègia d'Atenció Integrada a les Malalties Prevalents de la Infància. Es tracta d'un enfocament senzill i pràctic per mitjà del que s'ensenya als treballadors d'atenció primària de salut un procés complet per avaluar l'estat de salut dels nens que arriben a un lloc sanitari o al consultori. Aquests treballadors aprenen a reconèixer els signes de malaltia, a avaluar-los i tractar-los; aprenen a subministrar informació als pares sobre com prevenir les malalties en la llar i els ensenyen com tractar immediatament al nen quan observen signes que indiquen que la seva vida està en perill, i quan han de portar-ho a un hospital.
Se li ha donat a l'OPS el mandat de participar molt activament en la lluita per reduir el consum de tabac, posant l'accent en els aspectes sanitaris i en l'elevat cost del tabaquisme per als països. També continuen destacant la importància d'abordar la promoció de la salut com una estratègia dirigida a les poblacions i no com una abstracció.
Millorar el proveïment d'aigua potable i el sanejament, i incrementar l'accés dels pobres a l'atenció de salut, amb un enfocament d'equitat, encara figuren entre les prioritats més altes de l'OPS. L'Organització està intensificant els seus esforços perquè els països coneguin el veritable estat de salut de les seves poblacions i on resideixen les desigualtats. Els esforços dels programes es concentren a corregir les desigualtats, prenent en compte la descentralització i el canvi en les funcions de l'Estat, demostrar que la salut té una importància decisiva per al bon acompliment d'altres sectors, i que l'atenció de la salut afecta positivament a altres aspectes del desenvolupament humà. L'acció de sensibilització en aquest camp també s'orienta a reduir les inequitats pernicioses per raó de sexe que es reflecteixen en alguns problemes de salut de les dones.
L'enfocament panamericà és una part de la història de l'OPS, i l'esperit del panamericanisme segueix encoratjant la cooperació tècnica entre països en el camp de la salut. L'Organització ha ajudat als països a treballar junts en pro de metes comunes i a iniciar empreses multinacionals en salut en Amèrica Central, el Carib, el Con Sud i la Regió Andina. L'experiència ha mostrat beneficis pràctics, tals com la solidaritat que va ajudar a Amèrica Central després del pas de l'huracà Mitch, i molts altres exemples. La col·laboració en salut es va expressar en els més alts nivells polítics quan els caps d'Estat reunits en la Cim de Santiago van aprovar una iniciativa de salut denominada "Tecnologies de salut unint a les Amèriques".
Els països d'Amèrica Llatina i el Carib es van unir fa més de 20 anys per comprar vacunes mitjançant un fons rotatori. Aquesta acció va produir beneficis tangibles i va ajudar a impulsar els esforços de l'OPS per eliminar o controlar les malalties previsibles per vacunació. Est és un dels èxits més notables de l'Organització, que va començar amb l'erradicació de la verola d'Amèrica en 1973, seguida cinc anys després per l'erradicació mundial de la temuda malaltia.
Un important esforç que va comprometre a emprendre l'erradicació de la poliomielitis a Amèrica en 1985 va tenir èxit al setembre de 1994, quan una prestigiosa comissió internacional va declarar al continent americà oficialment lliure de poliomielitis. En efecte, l'últim cas de poliomielitis es va identificar el 23 d'agost de 1991 en el nen Luis Fermín Tenorio Cortez, en Junín, Perú. Des de llavors, malgrat la intensa vigilància, no es va detectar cap cas de poliomielitis a Amèrica, i l'Organització Mundial de la Salut s'ha fixat ara la meta d'erradicar la poliomielitis en l'àmbit mundial.
L'OPS col·labora amb els països en la mobilització dels recursos necessaris per proporcionar serveis d'immunització i tractament per a totes les malalties previsibles per vacunació. Aquesta prop d'aconseguir la meta d'eliminar el xarampió en aquest continent i està insistint en la introducció de vacunes noves que ja es troben disponibles, com la de Haemophilus influenza B, per reduir la meningitis i les infeccions respiratòries. L'OPS treballa per reduir la càrrega de mortalitat i morbiditat per malalties diarrèiques, inclòs el còlera, per mitjà del maneig de casos i la teràpia de rehidratació oral per evitar les defuncions per deshidratació, i perquè es proporcioni diagnòstic i tractament adequats de les infeccions respiratòries agudes, salvant d'aquesta forma les vides de centenars de milers de nens cada any.
L'OPS difon informació científica i tècnica mitjançant el seu programa de publicacions, el seu lloc en Internet, i una xarxa de biblioteques acadèmiques, centres de documentació i biblioteques locals d'atenció de salut.
L'Organització proporciona col·laboració tècnica en una varietat de camps especialitzats de la salut pública, i organitza els preparatius per a situacions d'emergència i la coordinació del socors en casos de desastres. Recolza els esforços per controlar la malària, la malaltia de Chagas, la ràbia urbana, la lepra i altres malalties que afecten els pobles americans. Col·labora amb governs, amb altres organismes i amb grups privats per abordar els principals problemes nutricionals, inclosa la malnutrició proteinoenergètica, i està treballant actualment per eliminar les manques de iode i de vitamina A.
L'Organització facilita la promoció de la salut per ajudar els països a tractar els problemes de salut característics del desenvolupament i la urbanització, tals com les malalties cardiovasculars, el càncer, els accidents, el tabaquisme, i l'addicció a les drogues i l'alcohol.
L'Organització també executa projectes per a altres organismes de les Nacions Unides, organitzacions internacionals tals com el Banc Mundial i el Banc Interamericà de Desenvolupament, per agències oficials de cooperació al desenvolupament i per a fundacions filantròpiques.

## Oficines especialitzades
Centre Llatinoamericà i del Carib d'Informació en Ciències de la Salut (BIREME), 
Centre Llatinoamericà de Perinatologia i Desenvolupament Humà (CLAP) i Centre Panamericà de Febre Aftosa (PANAFTOSA).

## Directors de l'Oficina Sanitària Panamericana
- Walter Wyman (EUA) 1909-1911
- Rupert Blue (EUA) 1912-1920
- Hugh Cumming (EUA) 1920-1947
- Fred Soper (EUA) 1947-1959
- Abraham Horwitz (Xile) 1959-1975
- Héctor Encunya (Mèxic) 1975-1983
- Carlyle Guerra de Macedo (Brasil) 1983-1995
- George Alleyne (Barbados) 1995-2003
- Mirta Roses Periago (Argentina) 2003-2008
- Mirta Roses Periago (Argentina) 2008-2013
- Carissa F. Etienne (Dominica) (2013-Present) (va jurar el 31 de gener de 2013)